# Banhos de Roxelana

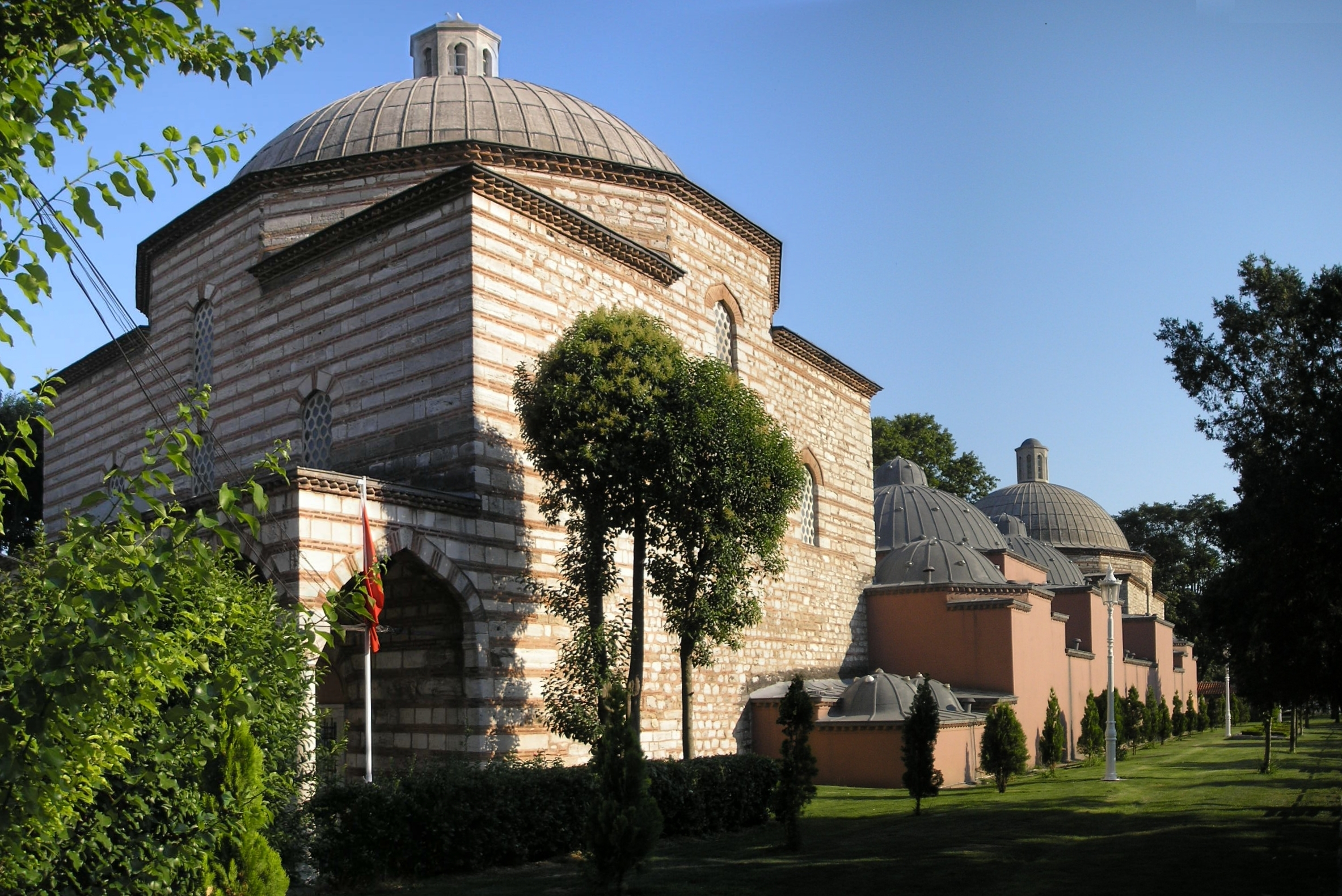

Os Banhos de Roxelana (em turco: Haseki Hürrem Sultan Hamamı) é um hamame (balneário turco) situado em Istambul, na Turquia, junto à Basílica de Santa Sofia.
Os banhos foram construídos no século XVI pelo arquiteto real Sinan por ordem do sultão otomano Solimão, o Magnífico e foram batizados com o nome de Roxelana, a esposa do sultão. O edifício foi criado para a congregação religiosa da mesquita de Santa Sofia. Deixou de funcionar como hamame no início do século XX, tendo sido usado como armazém até ser restaurado em 1957–1958. Serviu depois como loja estatal de tapetes e reabriu como hamame em 2011, após passar por obras de restauro que duraram três anos.
Se pode distinguir a disposição simétrica do edifício, onde se destacam o camekan (grande vestíbulo) e a soğukluk (estância intermédia ou "fria").